# Miss La La en el Circo Fernando
Miss La La en el Circo Fernando es una pintura al óleo sobre lienzo de 117,2 cm x 77,5 cm, del artista impresionista francés Edgar Degas. Pintada en 1879 y exhibida en la Cuarta Exposición Impresionista en París el mismo año, se encuentra en la colección de la National Gallery de Londres. Es la única pintura de circo de Degas y destaca por su composición equilibrada y encuadre inusual.

## Introducción
Degas visitó el recientemente establecido Cirque Fernando al menos cuatro veces entre el 19 y el 25 de enero de 1879, para ver el acto de Miss La La, una acróbata mulata, conocida como la femme canon. El apodo se debía a uno de sus trucos más espectaculares: disparar un cañón suspendido en cadenas que sujetaba entre sus dientes mientras colgaba del trapecio, colgada boca abajo por las rodillas. El pintor la representará en otro acto, dejándose levantar hasta el techo por una cuerda que sujetaba solo con los dientes.
Degas trazó numerosos bocetos en su cuaderno durante sus visitas y al menos cuatro estudios al pastel después. A través de estos ensayos, diseñó cuidadosamente la pose, composición y paleta de color de su pintura final.

## Descripción
Miss La La aparece suspendida de las vigas de la cúpula del circo por una cuerda que aprieta entre sus dientes. La sensación de animación suspendida en la escena es compatible con el interés de Degas, y de los impresionistas en general, en capturar momentos fugaces.
Este trabajo es la única pintura de circo de Degas. A diferencia de sus contemporáneos como Henri de Toulouse-Lautrec y Georges Seurat, el foco no está en la acción sobre la pista o las reacciones de la multitud; el espectador ve el acto como lo habría hecho el público, contemplando solo la osada hazaña que tiene lugar allá arriba.
La pose de la acróbata fue cuidadosamente estudiada y diseñada por Degas. En sus primeros estudios, experimentó con la vista frontal de Miss La La en vez de la vista de perfil. En los bocetos, tiene la cabeza hacia atrás, escondiendo su cara al espectador, lo cual es similar a su pose en los carteles que anunciaban su actuación. Sin embargo, Degas más tarde cambió a la vista al perfil, introduciendo más curvas y arcos así como más movimiento.
Degas probablemente buscaba emular las pinturas de techo barrocas de artistas italianos como Giovanni Battista Tiepolo, que pudo haber visto en sus viajes a Italia, pintando una figura fuertemente escorzada de abajo a arriba.

## Composición
Como impresionista, Degas mostró gran interés en capturar momentos fugaces y utilizó su composición única para lograrlo. En muchas de sus pinturas de ballet, las figuras no se encuentran en el centro del lienzo, sino que se disponen a  los lados o las esquinas, dejando el centro vacío. Mientras algunos estudiosos han sugerido que aprendió esta perspectiva de la fotografía, otros han señalado que en aquel tiempo los tiempos de exposición fotográfica no eran todavía lo suficientemente cortos como para capturar tales efectos fugaces, y ninguna fotografía con composiciones similares ha sido encontrada del periodo.

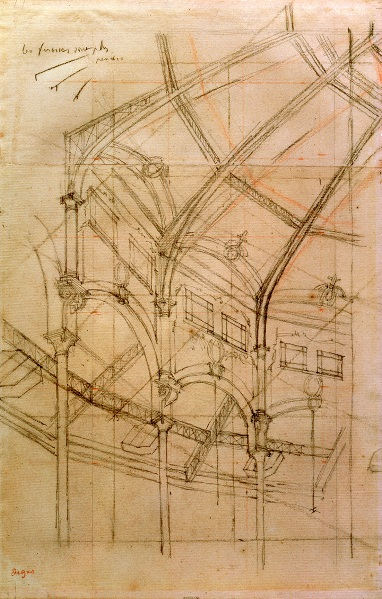
Estudio del techo.

Degas planificó cuidadosamente las relaciones espaciales entre Miss La La y la arquitectura. Está colgando en el aire, pero las líneas que se cruzan en el fondo aseguran su posición en la composición. Hay muchas líneas verticales y diagonales, pero ninguna horizontal, creando sensación de movimiento y tensión.

## Uso del color
Degas utilizó principalmente naranjas y verdes con sombras de grises. Los brazos y piernas de Miss La La no son puramente marrones sino que muestran una mezcla de naranja y verde. Aprendió “el uso del verde como segundo tono de la carne” del artista italiano del siglo XIV Cennino Cennini, que lo desarrolló y enseñó a sus alumnos.
En la pintura final, Degas suavizó intencionadamente el color de piel de Miss La La y pintó su traje amarillo y violeta mediante una luminosidad clara. En el boceto al pastel dibujado el 21 de enero de 1879 (el segundo boceto mostrado abajo), muestra que Miss La La tiene una piel mucho más oscura y un traje azul. El color de piel se aclaró en su último boceto del 24 de enero de 1879.
El fondo de la pintura, que corresponde al techo del circo, está pintado principalmente en naranja rojizo y verde azulado. Degas lo pintó a capas, mezclando el color verde frío con el color naranja cálido hasta obtener una armonía agradable. Este conjunto de colores complementarios armoniza con los colores utilizados para representar a Miss La La, integrándola con el fondo.

## Bocetos de la obra

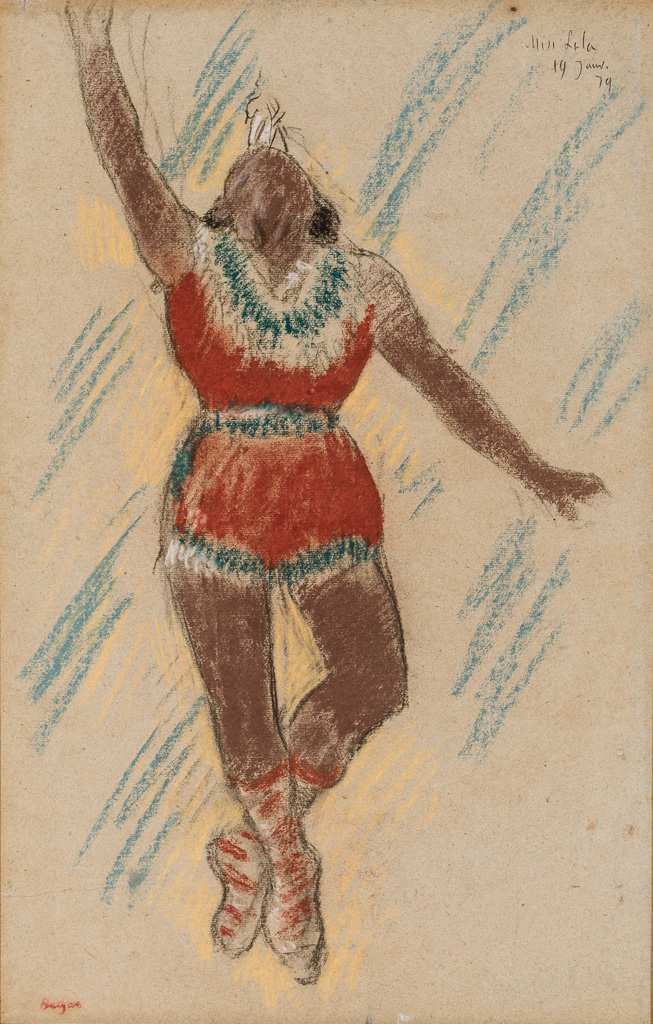
Edgar Degas, Estudio para Señorita Lala en el Circo Fernando, 1879. Pastel sobre papel, 48,6 cm × 31,8 cm. Colección del Speed Art Museum, Louisville, legado de la Señora Blackmore Wheeler.
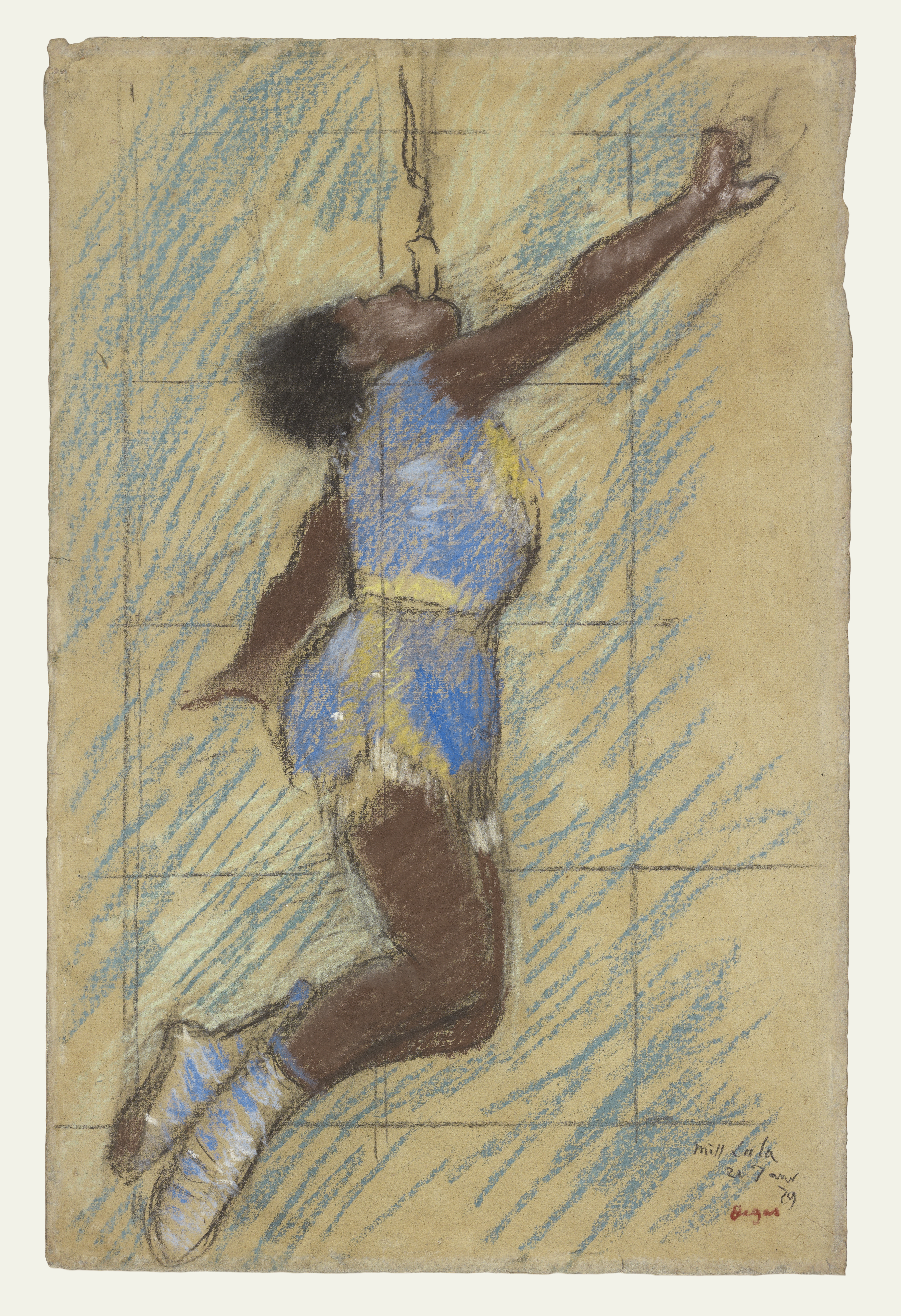
Edgar Degas, Señorita Lala en el Circo Fernando, 1879. Pastel sobre papel, 46,4 cm × 29,8 cm. Museo J. Paul Getty, Los Ángeles.
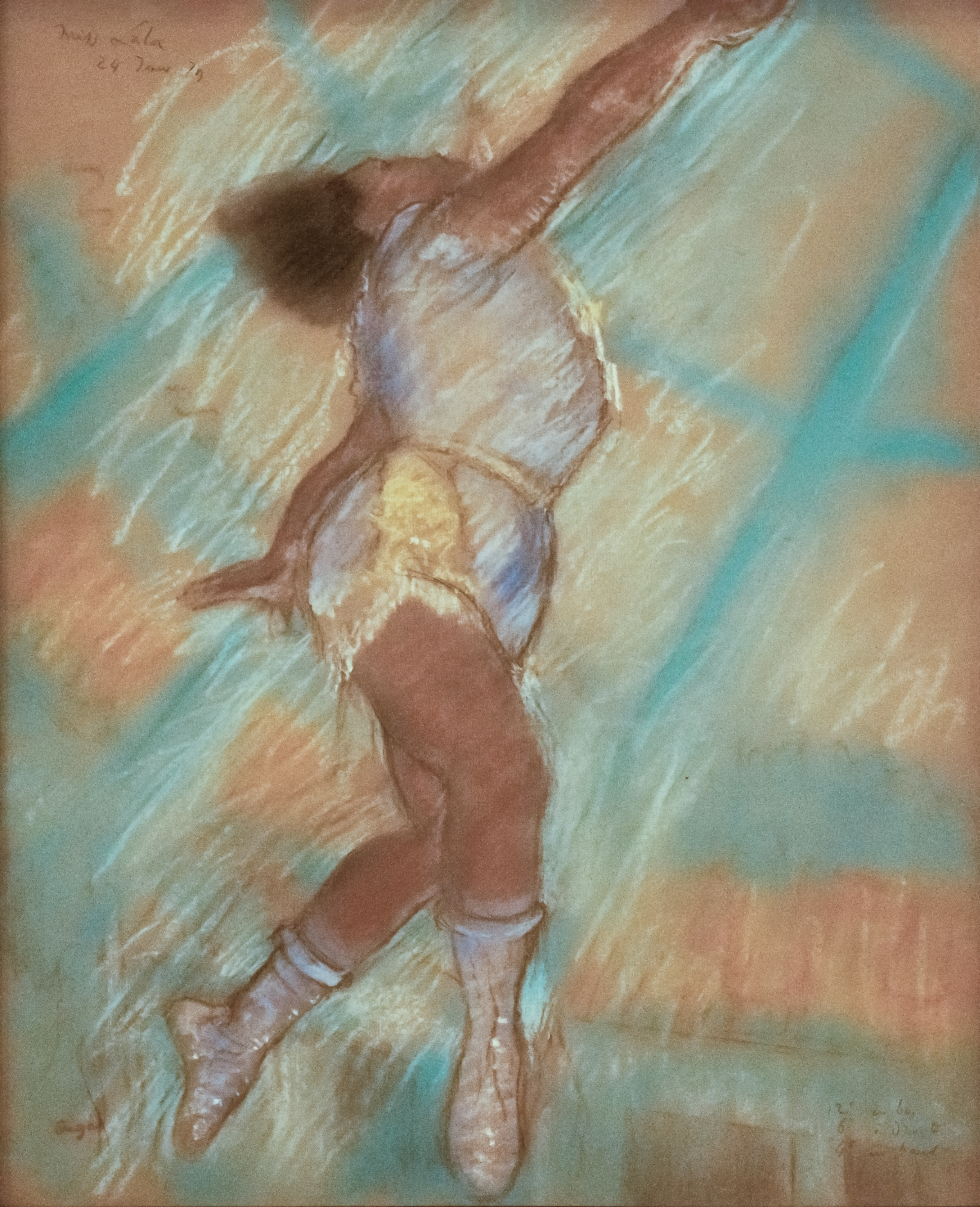
Edgar Degas, Señorita Lala en el Circo Fernando, 1879. Pastel sobre papel, 61 cm × 47,5 cm (24 en × 18.75 en). Tate Gallery, Londres.

## Legado
La pintura fue comprada por los fideicomisarios del Fondo Courtauld en 1925. Originalmente se exhibió en la Tate Gallery, luego fue transferida a la National Gallery en 1950 junto con otras obras de Manet, Renoir, Seurat y Van Gogh, una vez que dejaron de considerarse como artistas modernos.

## Exposiciones
En 2013, la National Gallery prestó esta obra a The Morgan Library & Museum de Nueva York, para realizar una exposición dedicada exclusivamente a esta obra de Degas, incluyendo los bocetos y otro material relacionado con Miss La La y los espectáculos del Circo Fernando.